# 仙南堂薬品
合名会社仙南堂薬品（せんなんどうやくひん）は、かつて存在した医薬品・医療機器・一般用医薬品の卸売を中心とする日本の企業である。宮城県の薬種商としては「桜井薬品（現・小田島）」・「山田仙寿堂（現・アスカム）」と並ぶ老舗で県下有数の卸業社であった。元代表取締役社長・後藤徳三は宮城県医薬品卸協同組合・初代理事長である。現在はバイタルネットである。

## 概要
- 本社は宮城県仙台市河原町1-2-45
- 社長　後藤千代
- 資本金　100万円

## 沿革
- 明治15年7月15日創業
- 昭和5年6月20日「仙南堂薬店」設立
- 昭和59年新潟県の「ニチエー株式会社」に営業譲渡し「ニチエー・仙台支店」として発足

## 主な取引メーカー
- 武田薬品工業
- 稲畑産業
- 協和発酵
- 明治製菓
- 第一製薬